# Elaphoglossum drakensbergense
Elaphoglossum drakensbergense là một loài dương xỉ trong họ Dryopteridaceae. Loài này được Schelpe mô tả khoa học đầu tiên.